# 사라피나
《사라피나》(Sarafina!)는 미국에서 제작된 다렐 루트 감독의 1992년 드라마, 뮤지컬 영화이다. 레레티 쿠말로 등이 주연으로 출연하였고 아낸트 싱 등이 제작에 참여하였다.

## 출연

### 주연
- 레레티 쿠말로
- 우피 골드버그

### 조연
- 미리암 마케바
- 존 카니
- 듀미사니 드라미니
- 본제니 제마
- 시포 쿠넨
- 테티어스 마인테스
- Somizi Mhlongo
- 마리 트왈라
- 그렉 래터
- 지데온 드 웻
- 닉키 로벨로
- 제임스 와일
- 미첼 베스트비어
- 패트릭 느들로부
- 샘 나카네
- 빌리 마시고

## 기타
- 원작자: 본제니 제마
- 협력프로듀서: 산지브 싱
- 협력프로듀서: 헬레나 스프링
- 미술: 데이비드 마크험
- 세트: 에밀리아 록스